# Huracán Nora (2021)
El huracán Nora fue un gran ciclón tropical que tocó tierra en el sur de México y luego afectó a Baja California. La decimocuarta tormenta nombrada y el quinto huracán de la temporada de huracanes del Pacífico de 2021, el sistema fue monitoreado por primera vez por el Centro Nacional de Huracanes (NHC) como un área de baja presión cerca de la costa de México. Se intensificó en la depresión tropical Catorce-E, pero la depresión luchó por desarrollarse como resultado de la cizalladura del viento. Se intensificó aún más hasta convertirse en una tormenta tropical y se llamó Nora mientras avanzaba hacia el oeste-noroeste. El 5 de septiembre, el cuerpo de un pescador fue encontrado en el mar en Marquelia, Guerrero, lo que elevó el número de muertos a dos.

## Historia meteorológica
Hasta las 15:00 UTC del 19 de agosto de 2021, el Centro Nacional de Huracanes (NHC) indicó por primera vez el posible desarrollo de un área de baja presión al sur de la costa de México, lo que le da un 20% de probabilidad de formarse en los próximos cinco días. La agencia elevó aún más la probabilidad de ocurrencia de intensificación del sistema a "media" al día siguiente antes de que estos pronósticos finalmente se materializaran el 22 de agosto cuando se formó un área de clima perturbado en dicha área, aunque sus tormentas eléctricas estaban desorganizadas. Los datos del dispersómetro del 25 de agosto informaron que se formó un área de circulación pequeña pero bien definida a partir de esta característica, y el Centro Nacional de Huracanes (NHC) designó la perturbación aún en desarrollo como una depresión tropical a las 21:00 UTC del 25 de agosto. fuerza de tormenta tropical en este momento. Catorce-E ahora estaba dirigido por la periferia de una cresta de nivel medio sur sobre la parte centro-sur de los Estados Unidos hacia el oeste, mientras estaba ubicado en un entorno favorable para la intensificación, obstaculizado por la cizalladura del viento del noreste. La depresión se desorganizó esa noche, y su convección se ubicó hacia el noroeste debido a la cizalladura, como lo demuestran las imágenes de satélite y de microondas. Temprano al día siguiente, la convección de la depresión aumentó cerca de su centro, antes de que el Centro Nacional de Huracanes (NHC) mejorara aún más el sistema a tormenta tropical a las 15:00 UTC de ese día, y se le asignó el nombre de Nora, según estimaciones de Dvorak de T2.5 y datos de Special. Sensor Microondas Imager/Sonda (SSMIS). El sistema también giró ligeramente hacia el oeste-noroeste en ese momento. El 28 de agosto, a las 11:00 UTC, Nora se intensificó hasta convertirse en un huracán de categoría 1, ya que su estructura central interna se definió aún más con la formación de una pared del ojo de bajo nivel.

## Consecuencias y Víctimas
Las autoridades federales, estatales y municipales trabajaron en las carreteras costeras para ayudar a restaurar los daños en las comunicaciones causados por las líneas y los árboles caídos.
Entre las víctimas fatales registradas se encuentran el joven "Curro" de 13 años, el cual fue reportado por sus padres como desaparecido y posteriormente encontrado entre los escombros de un edificio que se derrumbó esa noche durante el paso del huracán.
Luz Berenice Maldonado, también había sido reportada como desaparecida la noche del huracán, luego de que la mujer intentara cruzar el río Cuale con su vehículo, el cual no logró pasar debido a las fuertes corrientes de las aguas del río, mientras hablaba con su novio Ger Sánchez por teléfono y le explicaba su situación pidiéndole ayuda, en vez de hablar al 911, pese que el SMN había alertado a la población para que se resguardaran, muchas personas no hicieron caso a las autoridades.
En videos compartidos en redes sociales, se puede ver a Luz Berenice Maldonado en el interior de la camioneta negra siendo "jalada" por el agua a bastante velocidad, para luego impactar violentamente con las columnas del puente del río Cuale para luego desaparecer en la oscuridad de la noche.
Familiares de la mujer y también organismos de búsqueda y rescate organizaron barridos en zonas aledañas al Cuale y en el mar en búsqueda de Luz Berenice; creando teorías de que la mujer pudiese haber sobrevivido y haber perdido la memoria.
Protección civil logró encontrar la camioneta, declarándose perdida total .
Días después se encontró un pulmón a orillas del río Cuale, el cual fue descartado como humano.
Tiempo después se concluyó que Luz Berenice había fallecido aquella noche y que su cuerpo no iba a ser recuperado y menos teniendo en cuenta de que en aquel lugar hay presencia de cocodrilos.
Jamás pudo ser localizado su cuerpo hasta la fecha.

## Preparaciones

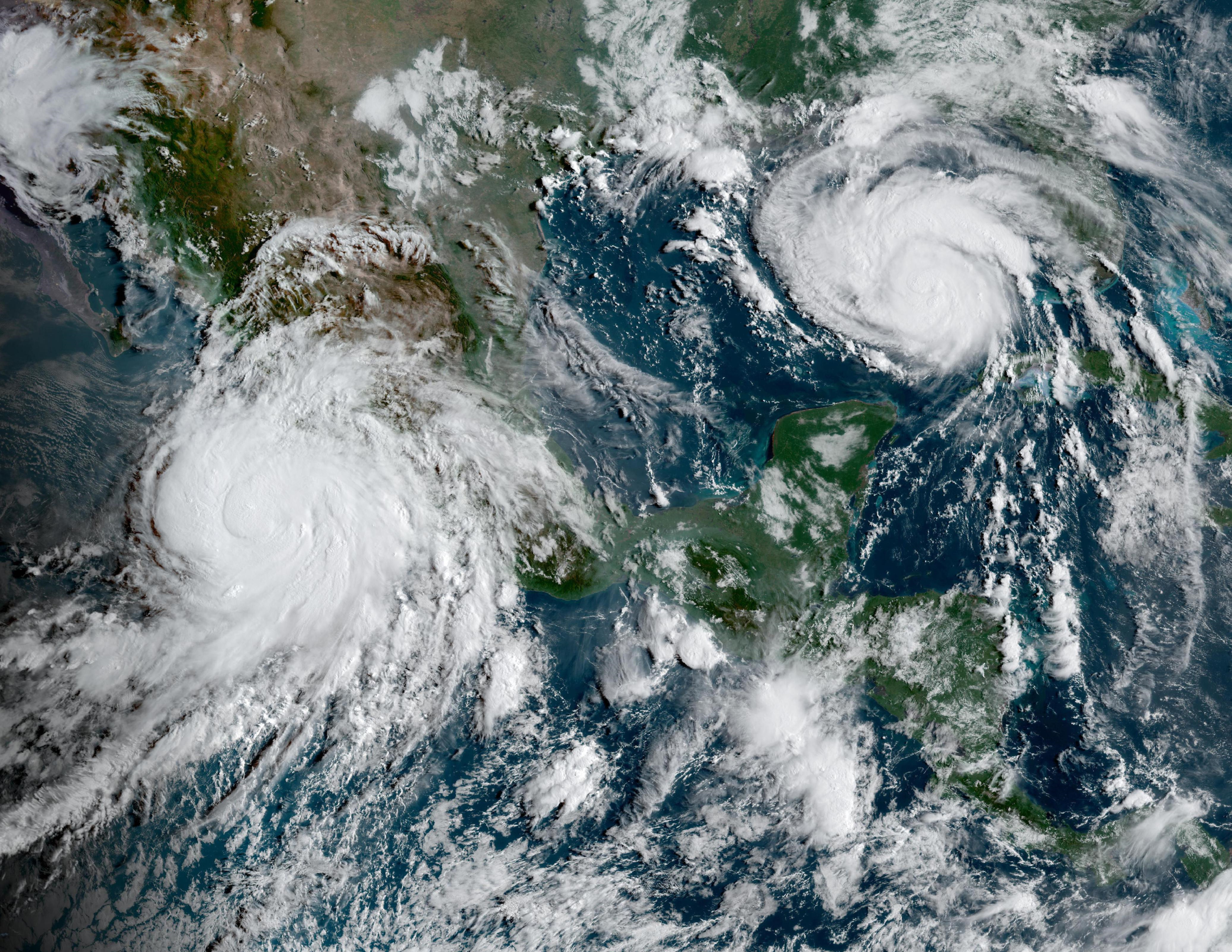
Capturado en GOES-16 el sábado 28 de agosto de 2021 a las 14:00 (UTC), el huracán Nora (izquierda) y el huracán Ida (derecha) ambos activos consecutivamente

El 30 de agosto, el Centro Nacional de Huracanes emitió una alerta de huracán desde San Blas, Nayarit hasta Altata, Sinaloa. Se emitieron alertas de huracán y advertencias de tormenta tropical en Altata a Topolobampo. Se pusieron alertas de tormenta tropical desde Cabo San Lucas y La Paz, Baja California Sur.
El Servicio Meteorológico Nacional llamó a extremar precauciones en los estados de Colima, Michoacán, Guerrero, Oaxaca y Jalisco. Se recomendó a los locales alejarse de las playas y otras áreas bajas que podrían verse afectadas por las olas altas, evitar estacionarse en áreas propensas a las olas y dirigirse a áreas seguras definidas por las autoridades. Las personas que vivían en áreas amenazadas por las inundaciones de Nora fueron monitoreadas para brindarles los recursos necesarios en caso de que resultaran afectadas.

## Impacto
Se produjeron fuertes lluvias en la costa occidental de México, con 300 mm (12 pulgadas) registradas en las regiones costeras de Guerrero, Colima, Michoacán, Jalisco, Nayarit y Sinaloa. Se produjo una precipitación máxima total de 523 mm (20,6 pulgadas) en Melchor Ocampo, Michoacán. Se registró un total de 444,8 mm (17,51 pulgadas) de lluvia en José María Morelos y Pavón, Michoacán, y 421,2 mm (16,58 pulgadas) en el Observatorio de Mazatlán, Sinaloa. La tormenta dejó impactos en 44 municipios y aproximadamente 355.000 personas sin energía eléctrica. 30 ríos en México se habían desbordado debido a las inundaciones. En general, tres personas murieron y los daños se estimaron en 125 millones de dólares.
En Chiapas, fue encontrado posteriormente el cuerpo de un miembro de la Fuerza Aérea Mexicana luego de haber sido arrastrado por las fuertes corrientes. Daños severos ocurrieron en todo Jalisco. En Puerto Vallarta, un puente se derrumbó en el río Cuale y los edificios cercanos al río resultaron dañados. Ríos desbordados, árboles caídos, tendidos eléctricos caídos y deslizamientos de tierra provocaron el cierre de la carretera Guadalajara-Colima y de la carretera estatal El Grullo-Ciudad Guzmán. En este último, un deslizamiento de tierra arrojó a una persona a un barranco de 120 m (390 pies) de profundidad e hirió a otras dos. Un trabajador de la construcción también murió en un deslizamiento de tierra en una carretera que conecta Ciudad Guzmán y San Gabriel. El río Arroyo El Pedregal se desbordó en Melaque, municipio de Cihuatlán, dañando al menos 500 viviendas. Dos personas fueron reportadas como desaparecidas en el municipio. La Bahía de Banderas fue evacuada a medida que el nivel del río Ameca seguía aumentando, y se estableció un refugio temporal en San Vicente. Se informaron cortes de energía en la antigua ciudad como resultado de líneas y postes eléctricos caídos. Un niño también murió en el derrumbe de un hotel, que estaba asociado con Nora, y otra persona fue reportada como desaparecida. En Ciudad Guzmán, las crecidas del río Los Volcanes inundaron algunas zonas urbanas. El Gobierno de Michoacán declaró estados de emergencia a los municipios de Arteaga, Lázaro Cárdenas, Tumbiscatio, Aquila y Coahuayana a raíz de Nora. Una carretera que conduce a Uruapan también colapsó y fue cerrada por las autoridades. Los deslizamientos de tierra también dañaron una carretera entre Uruapan y Lombardí. Los deslizamientos de tierra dejaron intransitable una carretera que conduce a la ciudad de Morelia. En el Puerto de Lázaro Cárdenas, el río Acalpican se desbordó provocando inundaciones el 29 de agosto. También se reportaron otras inundaciones, derrumbes y árboles arrancados en Michoacán. En la cabecera municipal de Arteaga se desbordó el río Toscano, lo que provocó que varios carros fueran arrastrados por la corriente. Múltiples casas y negocios resultaron dañados.